# Trophée européen FIRA de rugby à XV 1990-1992
Navigation
Trophée européen FIRA 1989-1990 Trophée européen FIRA 1992-1994
Le Trophée européen FIRA de rugby à XV 1990–1992 est une compétition qui réunit les nations de la FIRA–AER qui ne participent pas au Tournoi des Cinq Nations, mais en présence des équipes de France B, du Maroc et de la Tunisie.

## Équipes participantes
Division A
- Espagne
- France A
- Italie
- Roumanie
- Union soviétique puis  CEI

| Division B1 - Allemagne - Belgique - Pays-Bas - Pologne | Division B2 - Andorre - Maroc - Portugal - Tunisie |

| Division C1 - Danemark - Norvège - Suède - Finlande | Division C2 - Bulgarie - Tchécoslovaquie - Yougoslavie |

## Division A

### Classement
| Rang | Pays     | J | V | N | D | Pm  | Pe  | Diff | Pts |
| ---- | -------- | - | - | - | - | --- | --- | ---- | --- |
| 1    | France A | 8 | 8 | 0 | 0 | 281 | 109 | +172 | 24  |
| 2    | Italie   | 8 | 6 | 0 | 2 | 194 | 109 | +85  | 20  |
| 3    | Roumanie | 8 | 3 | 0 | 5 | 121 | 139 | -18  | 14  |
| 4    | CEI      | 8 | 2 | 0 | 6 | 100 | 192 | -92  | 12  |
| 5    | Espagne  | 8 | 1 | 0 | 7 | 86  | 233 | -147 | 10  |

|  | Vainqueur de la compétition (no 1). |
|  | Relégué en division B (no 5).       |

### Matchs joués
Matchs aller
| 30 septembre 1990 | Italie                                                         | 30 - 6 (9 - 3) | Espagne         | Rovigo Arbitre : Bullerwell |
| 30 septembre 1990 | Essai(s) : 2 Transformation(s) : 2 Pénalité(s) : 5 Drop(s) : 1 |                | Pénalité(s) : 2 | Rovigo Arbitre : Bullerwell |
| 30 septembre 1990 |                                                                |                |                 | Rovigo Arbitre : Bullerwell |

| 3 octobre 1990 | Roumanie | 19 – 6 (7 - 6) | Espagne | Padoue Arbitre : B. Anderson |
| 3 octobre 1990 |          |                |         | Padoue Arbitre : B. Anderson |
| 3 octobre 1990 |          |                |         | Padoue Arbitre : B. Anderson |

| 20 octobre 1990 | Union soviétique | 3 - 10 (3 - 0) | Roumanie | Moscou Arbitre : R. Hourquet |
| 20 octobre 1990 |                  |                |          | Moscou Arbitre : R. Hourquet |
| 20 octobre 1990 |                  |                |          | Moscou Arbitre : R. Hourquet |

| 24 novembre 1990 | Italie                                             | 34 – 12 (22 - 12) | Union soviétique                   | Rovigo Arbitre : Hustiu |
| 24 novembre 1990 | Essai(s) : 4 Transformation(s) : 3 Pénalité(s) : 4 |                   | Essai(s) : 2 Transformation(s) : 2 | Rovigo Arbitre : Hustiu |
| 24 novembre 1990 |                                                    |                   |                                    | Rovigo Arbitre : Hustiu |

| 2 mars 1991 | Italie                                             | 9 - 15 (6 - 6) | France B                                           | Rome Arbitre : Griffiths |
| 2 mars 1991 | Essai(s) : 1 Transformation(s) : 1 Pénalité(s) : 1 |                | Essai(s) : 2 Transformation(s) : 2 Pénalité(s) : 1 | Rome Arbitre : Griffiths |
| 2 mars 1991 |                                                    |                |                                                    | Rome Arbitre : Griffiths |

| 17 mars 1991 | France B | 38 - 12 | Union soviétique | Lorient |
| 17 mars 1991 |          |         |                  | Lorient |
| 17 mars 1991 |          |         |                  | Lorient |

| 21 avril 1991 | Roumanie                                                       | 18 - 21 (6 - 9) | Italie                                             | Bucarest 3,000 spectateurs Arbitre : Y. Peyrelongue |
| 21 avril 1991 | Essai(s) : 1 Transformation(s) : 1 Pénalité(s) : 2 Drop(s) : 2 |                 | Essai(s) : 2 Transformation(s) : 2 Pénalité(s) : 3 | Bucarest 3,000 spectateurs Arbitre : Y. Peyrelongue |
| 21 avril 1991 |                                                                |                 |                                                    | Bucarest 3,000 spectateurs Arbitre : Y. Peyrelongue |

| 28 avril 1991 | Espagne | 24 - 60 | France B | Madrid |
| 28 avril 1991 |         |         |          | Madrid |
| 28 avril 1991 |         |         |          | Madrid |

| 11 mai 1991 | Union soviétique | 30 - 3 | Espagne | Moscou |
| 11 mai 1991 |                  |        |         | Moscou |
| 11 mai 1991 |                  |        |         | Moscou |

| 22 juin 1991 | Roumanie | 21 - 33 (18 - 21) | France B | Bucarest 5,000 spectateurs Arbitre : E.D. Morisson |
| 22 juin 1991 |          |                   |          | Bucarest 5,000 spectateurs Arbitre : E.D. Morisson |
| 22 juin 1991 |          |                   |          | Bucarest 5,000 spectateurs Arbitre : E.D. Morisson |

Matchs retour
| 3 novembre 1991 | Union soviétique | 3 - 21 (3 - 9) | Italie                                             | Moscou Arbitre : Roelands |
| 3 novembre 1991 | Pénalité(s) : 1  |                | Essai(s) : 4 Transformation(s) : 1 Pénalité(s) : 1 | Moscou Arbitre : Roelands |
| 3 novembre 1991 |                  |                |                                                    | Moscou Arbitre : Roelands |

| 17 novembre 1991 | Espagne | 16 - 19 | Union soviétique | Séville |
| 17 novembre 1991 |         |         |                  | Séville |
| 17 novembre 1991 |         |         |                  | Séville |

| 9 février 1992 | Espagne                                            | 21 - 22 (0 - 18) | Italie                                                         | Madrid Arbitre : Caulet |
| 9 février 1992 | Essai(s) : 4 Transformation(s) : 1 Pénalité(s) : 1 |                  | Essai(s) : 3 Transformation(s) : 2 Pénalité(s) : 1 Drop(s) : 1 | Madrid Arbitre : Caulet |
| 9 février 1992 |                                                    |                  |                                                                | Madrid Arbitre : Caulet |

| 16 février 1992 | France B                                           | 21 - 18 | Italie                                             | Tarbes Arbitre : Paraschivescu |
| 16 février 1992 | Essai(s) : 2 Transformation(s) : 2 Pénalité(s) : 3 |         | Essai(s) : 2 Transformation(s) : 2 Pénalité(s) : 2 | Tarbes Arbitre : Paraschivescu |
| 16 février 1992 |                                                    |         |                                                    | Tarbes Arbitre : Paraschivescu |

| 22 mars 1992 | France B | 53 - 4 | Espagne | Perpignan |
| 22 mars 1992 |          |        |         | Perpignan |
| 22 mars 1992 |          |        |         | Perpignan |

| 4 avril 1992 | Espagne | 6 - 0 (3 - 0) | Roumanie | Madrid Arbitre : D. Roelands |
| 4 avril 1992 |         |               |          | Madrid Arbitre : D. Roelands |
| 4 avril 1992 |         |               |          | Madrid Arbitre : D. Roelands |

| 18 avril 1992 | Italie                                                         | 39 - 13 (21 - 7) | Roumanie                     | Rovigo Arbitre : M. Darroque |
| 18 avril 1992 | Essai(s) : 4 Transformation(s) : 4 Pénalité(s) : 4 Drop(s) : 1 |                  | Essai(s) : 1 Pénalité(s) : 3 | Rovigo Arbitre : M. Darroque |
| 18 avril 1992 |                                                                |                  |                              | Rovigo Arbitre : M. Darroque |

| 10 mai 1992 | Roumanie | 34 - 6 (9 - 6) | CEI | Bucarest Arbitre : D. Salle |
| 10 mai 1992 |          |                |     | Bucarest Arbitre : D. Salle |
| 10 mai 1992 |          |                |     | Bucarest Arbitre : D. Salle |

| 28 mai 1992 | CEI | 15 - 36 | France B | Moscou |
| 28 mai 1992 |     |         |          | Moscou |
| 28 mai 1992 |     |         |          | Moscou |

| 28 mai 1992 | France B | 25 - 6 (9 - 0) | Roumanie | Le Havre 4,935 spectateurs Arbitre : K.W. Mac Kartney |
| 28 mai 1992 |          |                |          | Le Havre 4,935 spectateurs Arbitre : K.W. Mac Kartney |
| 28 mai 1992 |          |                |          | Le Havre 4,935 spectateurs Arbitre : K.W. Mac Kartney |

## Division B 1

### Classement
| Rang | Pays      | J | V | N | D | Pm | Pe | Diff | Pts |
| ---- | --------- | - | - | - | - | -- | -- | ---- | --- |
| 1    | Allemagne | 6 | 3 | 1 | 2 | 46 | 33 | +13  | 15  |
| 2    | Belgique  | 6 | 2 | 3 | 1 | 76 | 65 | +11  | 13  |
| 3    | Pologne   | 6 | 3 | 1 | 2 | 76 | 69 | +7   | 13  |
| 4    | Pays-Bas  | 6 | 2 | 1 | 3 | 45 | 73 | -28  | 7   |

|  | Promus en division A (no 1) et (no 2). |
|  | Relégué en division C (no 4).          |

### Matchs joués
| 27 octobre 1990 | Belgique | 12 - 15 | Pologne | Liège |
| 27 octobre 1990 |          |         |         | Liège |
| 27 octobre 1990 |          |         |         | Liège |

| 25 octobre 1990 | Allemagne | 7 – 7 | Belgique | Hanovre |
| 25 octobre 1990 |           |       |          | Hanovre |
| 25 octobre 1990 |           |       |          | Hanovre |

| 14 janvier 1991 | Pologne | 24 – 9 | Pays-Bas | Sopot |
| 14 janvier 1991 |         |        |          | Sopot |
| 14 janvier 1991 |         |        |          | Sopot |

| 23 mars 1991 | Belgique | 15 – 12 | Pays-Bas | Bruxelles |
| 23 mars 1991 |          |         |          | Bruxelles |
| 23 mars 1991 |          |         |          | Bruxelles |

| 28 avril 1991 | Pays-Bas | 17 - 4 | Allemagne | Hilversum |
| 28 avril 1991 |          |        |           | Hilversum |
| 28 avril 1991 |          |        |           | Hilversum |

| 19 mai 1991 | Allemagne | 6 – 0 | Pologne | Heidelberg |
| 19 mai 1991 |           |       |         | Heidelberg |
| 19 mai 1991 |           |       |         | Heidelberg |

| 12 octobre 1991 | Pologne | 16 - 16 | Belgique | Lublin |
| 12 octobre 1991 |         |         |          | Lublin |
| 12 octobre 1991 |         |         |          | Lublin |

| 3 novembre 1991 | Pologne | 6 - 10 | Allemagne | Gdansk |
| 3 novembre 1991 |         |        |           | Gdansk |
| 3 novembre 1991 |         |        |           | Gdansk |

| 28 mars 1992 | Allemagne | 7 - 3 | Pays-Bas | Hanovre |
| 28 mars 1992 |           |       |          | Hanovre |
| 28 mars 1992 |           |       |          | Hanovre |

| 11 avril 1992 | Belgique | 17 - 10 | Allemagne | Bruxelles |
| 11 avril 1992 |          |         |           | Bruxelles |
| 11 avril 1992 |          |         |           | Bruxelles |

| 14 mai 1992 | Pays-Bas | 12 - 15 | Pologne | Amstelveen |
| 14 mai 1992 |          |         |         | Amstelveen |
| 14 mai 1992 |          |         |         | Amstelveen |

| 23 novembre 1991 | Pays-Bas | 9 - 9 | Belgique | Bois-le-Duc |
| 23 novembre 1991 |          |       |          | Bois-le-Duc |
| 23 novembre 1991 |          |       |          | Bois-le-Duc |

## Division B 2

### Classement
| Rang | Pays     | J | V | N | D | Pm  | Pe  | Diff | Pts |
| ---- | -------- | - | - | - | - | --- | --- | ---- | --- |
| 1    | Maroc    | 6 | 5 | 0 | 1 | 98  | 54  | +44  | 16  |
| 2    | Portugal | 6 | 4 | 0 | 2 | 117 | 66  | +51  | 14  |
| 3    | Tunisie  | 6 | 2 | 0 | 4 | 89  | 85  | +4   | 10  |
| 4    | Andorre  | 6 | 1 | 0 | 5 | 75  | 174 | -99  | 8   |

|  | Promus en division A (no 1) et (no 2). |
|  | Relégué en division C (no 4).          |

### Matchs joués
| 23 mars 1991 | Portugal | 33 - 15 | Andorre | Coimbra |
| 23 mars 1991 |          |         |         | Coimbra |
| 23 mars 1991 |          |         |         | Coimbra |

| 20 avril 1991 | Tunisie | 16 - 10 | Portugal | Tunis |
| 20 avril 1991 |         |         |          | Tunis |
| 20 avril 1991 |         |         |          | Tunis |

| 1er janvier 1991 | Maroc | 16 – 3 | Tunisie | Casablanca |
| 1er janvier 1991 |       |        |         | Casablanca |
| 1er janvier 1991 |       |        |         | Casablanca |

| 9 mars 1991 | Andorre | 9 - 25 | Maroc | Andorre-la-Vieille |
| 9 mars 1991 |         |        |       | Andorre-la-Vieille |
| 9 mars 1991 |         |        |       | Andorre-la-Vieille |

| 4 mai 1991 | Maroc | 13 - 12 | Portugal | Casablanca |
| 4 mai 1991 |       |         |          | Casablanca |
| 4 mai 1991 |       |         |          | Casablanca |

| 9 novembre 1991 | Tunisie | 35 - 19 | Andorre |  |
| 9 novembre 1991 |         |         |         |  |
| 9 novembre 1991 |         |         |         |  |

| 28 mars 1992 | Andorre | 6 - 29 | Portugal | Andorre-la-Vieille |
| 28 mars 1992 |         |        |          | Andorre-la-Vieille |
| 28 mars 1992 |         |        |          | Andorre-la-Vieille |

| 11 avril 1992 | Portugal | 15 - 0 | Maroc | Lisbonne |
| 11 avril 1992 |          |        |       | Lisbonne |
| 11 avril 1992 |          |        |       | Lisbonne |

| 26 avril 1992 | Portugal | 18 - 16 | Tunisie | Lisbonne |
| 26 avril 1992 |          |         |         | Lisbonne |
| 26 avril 1992 |          |         |         | Lisbonne |

| 25 avril 1992 | Maroc | 38 - 10 | Andorre | Casablanca |
| 25 avril 1992 |       |         |         | Casablanca |
| 25 avril 1992 |       |         |         | Casablanca |

| 1er janvier 1992 | Tunisie | 5 - 6 | Maroc | Tunis |
| 1er janvier 1992 |         |       |       | Tunis |
| 1er janvier 1992 |         |       |       | Tunis |

| 4 mai 1991 | Andorre | 16 - 14 | Tunisie | Andorre-la-Vieille |
| 4 mai 1991 |         |         |         | Andorre-la-Vieille |
| 4 mai 1991 |         |         |         | Andorre-la-Vieille |

## Division C1

### 1990
Les matchs se disputent sous forme de tournoi organisé en Finlande à Toijala du 28 septembre au 29 septembre 1990.

### Matchs joués
| 28 septembre 1990 | Danemark | 94 – 0 | Finlande | Toijala |
| 28 septembre 1990 |          |        |          | Toijala |
| 28 septembre 1990 |          |        |          | Toijala |

| 28 septembre 1990 | Suède | 60 - 3 | Norvège | Toijala |
| 28 septembre 1990 |       |        |         | Toijala |
| 28 septembre 1990 |       |        |         | Toijala |

| 29 septembre 1990 | Norvège | 34 – 3 | Finlande | Toijala |
| 29 septembre 1990 |         |        |          | Toijala |
| 29 septembre 1990 |         |        |          | Toijala |

| 29 septembre 1990 | Suède | 29 - 17 | Danemark | Toijala |
| 29 septembre 1990 |       |         |          | Toijala |
| 29 septembre 1990 |       |         |          | Toijala |

### Tableau
|  | Demi-finales                | Demi-finales                |                        |    | Finale                      | Finale                      |
|  | Demi-finales                | Demi-finales                |                        |    | Finale                      | Finale                      |
|  |                             |                             |                        |    |                             |                             |
|  | 28 septembre 1990 à Toijala | 28 septembre 1990 à Toijala |                        |    | 29 septembre 1990 à Toijala | 29 septembre 1990 à Toijala |
|  | 28 septembre 1990 à Toijala | 28 septembre 1990 à Toijala |                        |    | 29 septembre 1990 à Toijala | 29 septembre 1990 à Toijala |
|  | Suède                       | 60                          |                        |    | 29 septembre 1990 à Toijala | 29 septembre 1990 à Toijala |
|  | Suède                       | 60                          |                        |    | 29 septembre 1990 à Toijala | 29 septembre 1990 à Toijala |
|  | Norvège                     | 3                           |                        |    | 29 septembre 1990 à Toijala | 29 septembre 1990 à Toijala |
|  | Norvège                     | 3                           | Suède                  | 30 |                             |                             |
|  | 28 septembre 1990 à Toijala |                             | Suède                  | 30 |                             |                             |
|  |                             | Danemark                    | 9                      |    |                             |                             |
|  | Danemark                    | Danemark                    | 9                      | 94 |                             |                             |
|  | Danemark                    |                             |                        | 94 |                             |                             |
|  | Finlande                    | 0                           |                        |    |                             |                             |
|  | Finlande                    | 0                           | Match pour la 3e place |    |                             |                             |
|  |                             |                             |                        |    |                             |                             |
|  | 29 septembre 1990 à Toijala |                             |                        |    |                             |                             |
|  |                             |                             |                        |    |                             |                             |
|  | Norvège                     | 18                          |                        |    |                             |                             |
|  | Norvège                     | 18                          |                        |    |                             |                             |
|  | Finlande                    | 3                           |                        |    |                             |                             |
|  | Finlande                    | 3                           |                        |    |                             |                             |

### 1991
Les matchs se disputent sous forme de tournoi organisé en Suède à Karlstad du 28 septembre au 29 septembre 1991.

### Matchs joués
| 28 septembre 1991 | Suède | 72 – 4 | Finlande | Karlstad |
| 28 septembre 1991 |       |        |          | Karlstad |
| 28 septembre 1991 |       |        |          | Karlstad |

| 28 septembre 1991 | Danemark | 25 - 4 | Norvège | Karlstad |
| 28 septembre 1991 |          |        |         | Karlstad |
| 28 septembre 1991 |          |        |         | Karlstad |

| 29 septembre 1991 | Suède | 30 – 9 | Danemark | Karlstad |
| 29 septembre 1991 |       |        |          | Karlstad |
| 29 septembre 1991 |       |        |          | Karlstad |

| 29 septembre 1991 | Finlande | 18 - 3 | Norvège | Karlstad |
| 29 septembre 1991 |          |        |         | Karlstad |
| 29 septembre 1991 |          |        |         | Karlstad |

### Tableau
|  | Demi-finales                 | Demi-finales                 |                        |    | Finale                       | Finale                       |
|  | Demi-finales                 | Demi-finales                 |                        |    | Finale                       | Finale                       |
|  |                              |                              |                        |    |                              |                              |
|  | 28 septembre 1991 à Karlstad | 28 septembre 1991 à Karlstad |                        |    | 29 septembre 1991 à Karlstad | 29 septembre 1991 à Karlstad |
|  | 28 septembre 1991 à Karlstad | 28 septembre 1991 à Karlstad |                        |    | 29 septembre 1991 à Karlstad | 29 septembre 1991 à Karlstad |
|  | Suède                        | 72                           |                        |    | 29 septembre 1991 à Karlstad | 29 septembre 1991 à Karlstad |
|  | Suède                        | 72                           |                        |    | 29 septembre 1991 à Karlstad | 29 septembre 1991 à Karlstad |
|  | Finlande                     | 4                            |                        |    | 29 septembre 1991 à Karlstad | 29 septembre 1991 à Karlstad |
|  | Finlande                     | 4                            | Suède                  | 30 |                              |                              |
|  | 28 septembre 1991 à Karlstad |                              | Suède                  | 30 |                              |                              |
|  |                              | Danemark                     | 9                      |    |                              |                              |
|  | Danemark                     | Danemark                     | 9                      | 25 |                              |                              |
|  | Danemark                     |                              |                        | 25 |                              |                              |
|  | Norvège                      | 4                            |                        |    |                              |                              |
|  | Norvège                      | 4                            | Match pour la 3e place |    |                              |                              |
|  |                              |                              |                        |    |                              |                              |
|  | 29 septembre 1991 à Karlstad |                              |                        |    |                              |                              |
|  |                              |                              |                        |    |                              |                              |
|  | Finlande                     | 18                           |                        |    |                              |                              |
|  | Finlande                     | 18                           |                        |    |                              |                              |
|  | Norvège                      | 3                            |                        |    |                              |                              |
|  | Norvège                      | 3                            |                        |    |                              |                              |

La Suède monte en division B.

## Division C2

### Classement
| Rang | Pays            | J | V | N | D | Pm | Pe | Diff | Pts |
| ---- | --------------- | - | - | - | - | -- | -- | ---- | --- |
| 1    | Tchécoslovaquie | 3 | 2 | 0 | 1 | 47 | 28 | +19  | 7   |
| 2    | Bulgarie        | 3 | 1 | 0 | 2 | 9  | 31 | -22  | 5   |
| 3    | Yougoslavie     | 2 | 1 | 0 | 1 | 22 | 9  | +13  | 4   |

|  | Promu en division B (no 1). |

### Matchs joués
Les rencontres Yougoslavie - Bulgarie et Tchécoslovaquie - Yougoslavie ne sont pas disputées en raison des sanctions prises par l'ONU à l'encontre de la Yougoslavie.
| 11 octobre 1990 | Bulgarie | 3 – 0 | Yougoslavie | Kostinbrod |
| 11 octobre 1990 |          |       |             | Kostinbrod |
| 11 octobre 1990 |          |       |             | Kostinbrod |

| 21 avril 1991 | Yougoslavie | 22 - 6 | Tchécoslovaquie | Belgrade |
| 21 avril 1991 |             |        |                 | Belgrade |
| 21 avril 1991 |             |        |                 | Belgrade |

| 18 mai 1991 | Tchécoslovaquie | 25 – 3 | Bulgarie | Prague |
| 18 mai 1991 |                 |        |          | Prague |
| 18 mai 1991 |                 |        |          | Prague |

| 3 mai 1992 | Bulgarie | 3 - 16 | Tchécoslovaquie | Sofia |
| 3 mai 1992 |          |        |                 | Sofia |
| 3 mai 1992 |          |        |                 | Sofia |